# Engelskirchen
Engelskirchen település Németországban, azon belül Észak-Rajna-Vesztfália tartományban. Lakosainak száma 19 637 fő (2023. december 31.). Engelskirchen Nümbrecht és Lindlar községekkel határos.

## Népesség
A település népességének változása:
| Lakosok száma | 17 325 | 19 349 | 19 272 | 19 293 | 19 584 | 19 637 |
|               | 1975   | 2017   | 2019   | 2021   | 2022   | 2023   |